# Boynton Unicycle Railroad

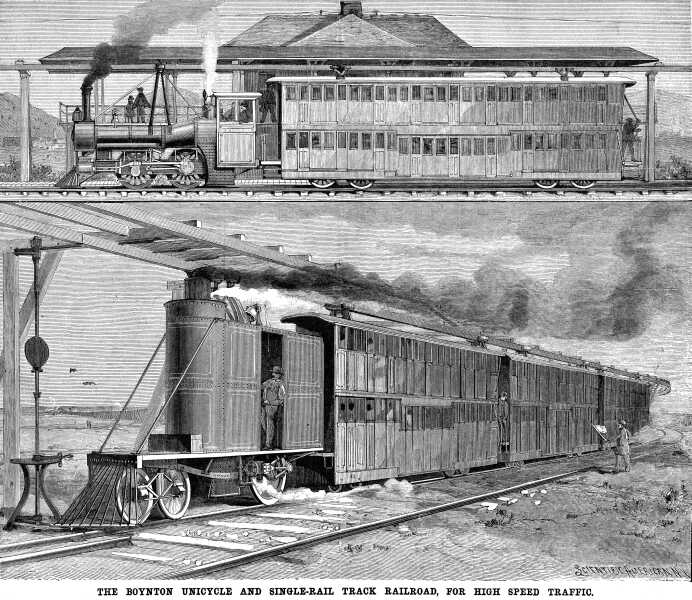
Illustrazione della Boynton Unycicle Railroad, da American Scientific del 28 marzo 1891. La parte inferiore raffigura la locomotiva Cycle n°2. La parte superiore dell'immagine raffigura una terza locomotiva dello stesso tipo costruita, secondo la rivista, "per essere usata in una ferrovia urbana in una città dell'ovest".

La Boynton Unycicle Railroad (altrimenti detta Boynton Bicycle Railroad) fu un tratto di ferrovia monorotaia costruita a Brooklyn nella seconda metà del diciannovesimo secolo, utilizzando un sistema inventato da Eben M. Boynton. La infrastruttura della monorotaia di Boynton consisteva di una normale rotaia su cui viaggiavano i veicoli, e di una rotaia di guida al di sopra di essi. Quest'ultima era costituita da una trave a sezione rettangolare su cui appoggiavano lateralmente ruote orizzontali che avevano la sola funzione di mantenere i veicoli in posizione verticale; il peso di questi gravava infatti interamente sulla rotaia inferiore.

## Tecnica
Il sistema di Boynton prevedeva che i veicoli viaggiassero poggiando su di una sola rotaia Vignoles di tipo tradizionale, e venissero mantenuti in posizione verticale da una seconda rotaia di guida, sorretta da pali, 15 piedi (circa 5 metri) sopra la rotaia inferiore. La rotaia di guida superiore era in legno di pino giallo, di sezione rettangolare larga 4 ¼ pollici ed alta 8 pollici. Su entrambi i lati di questa trave viaggiavano carrelli a ruote orizzontali, che avevano il solo scopo di mantenere in posizione verticale i veicoli. Tra ogni coppia di ruote c'era uno spazio di 6 pollici, in modo che tra queste e la trave rimanessero 1 ¾ pollici di gioco laterale.
La costruzione dei deviatoi era relativamente semplice, tuttavia era necessario che il deviatoio venisse realizzato anche sulla rotaia di guida superiore. I due scambi dovevano essere meccanicamente vincolati tra loro ed entrambi bloccati nella posizione voluta.

### Curve
In curva, l'infrastruttura doveva essere costruita inclinata verso l'interno della curva stessa dello stesso angolo che, alla velocità di progetto, avrebbe assunto la risultante della forza centrifuga e della forza di gravità, cosicché quest'ultima, applicata al baricentro del veicolo, cadesse sulla rotaia centrale, come accade nelle motociclette. In questo modo si evitava che le accelerazioni laterali centrifughe gravassero sulla trave superiore, con il rischio concreto di una sua rottura. Inoltre ciò evitava che gli stessi passeggeri avvertissero le accelerazioni laterali a beneficio del comfort, come avviene per i moderni treni ad assetto variabile.

## Storia
Nel 1888, Eben M. Boynton effettuò una dimostrazione della monorotaia a Brooklyn, su un tracciato di prova lungo 1 miglio e ¾ (circa 2,8 chilometri), da Gravesend Avenue a Brighton Beach (sulla penisola di Coney Island), ricavato da una tratta abbandonata di binario ferroviario tradizionale a scartamento normale della Sea Beach and Brighton Railroad.
Alla dimostrazione assistettero centinaia di persone; in questa occasione Boynton conobbe Frederick W. Dunton, che vedeva nella sua invenzione un possibile sviluppo commerciale. Dunton fondò la "New York & Brooklyn Suburban Investment Company", di cui fu presidente, insieme a George E. Hagerman che rivestì il ruolo di segretario e tesoriere.

### Boynton Unicycle Railroad
La compagnia di Boynton operò la prima ferrovia di questo tipo che dal 1890 effettuò servizio estivo regolare per almeno due o tre stagioni.
Il treno, composto di tre carrozze, effettuava fino a 50 corse al giorno, normalmente della durata di circa tre minuti ciascuna.

#### Materiale rotabile
Data l'unicità dell'infrastruttura ferroviaria, sulla monorotaia di Coney Island dovettero essere impiegati veicoli realizzati ad hoc:

##### Cycle n°1
In occasione della dimostrazione al pubblico nel 1888 venne utilizzata la prima locomotiva a vapore appositamente realizzata per questo nuovo tipo di ferrovia, denominata "Cycle n° 1", che fu costruita a Portland, nel Maine, dalla Portland Company secondo il progetto di Boynton.  la Cycle n°1 aveva un'unica ruota motrice da otto piedi di diametro, a doppio bordino; la cabina era divisa su due piani: al piano superiore stava il macchinista, a quello inferiore il fuochista.
Questa locomotiva, del peso ventitré tonnellate, si rivelò troppo pesante per la vecchia linea ferroviaria di Coney Island e la linea era troppo corta per raggiungere l'obiettivo delle 100 miglia orarie prefissato da Boynton, tuttavia dimostrò che il sistema poteva funzionare.

##### Cycle n°2
Nel 1889 venne costruita sempre dalla Portland Company una seconda locomotiva, la "Cycle n° 2", che venne trasportata a Coney Island e entrò in servizio il 16 agosto 1890. La nuova locomotiva era molto più leggera, solo 9 tonnellate, ed una ruota motrice da 6 piedi (circa due metri) di diametro azionata da due stantuffi da 10 per 12 pollici.

##### Le carrozze
Le carrozze erano su due piani, entrambi divisi in 9 scompartimenti da quattro posti ciascuno. Ogni scompartimento aveva accesso indipendente, con porta scorrevole. Tutte le porte di uno stesso piano erano collegate ad una leva azionabile dal frenatore che si trovava in coda al treno, in modo che si aprissero e chiudessero simultaneamente. Gli scompartimenti erano larghi 4 piedi (1,32 metri) e lunghi 5 (1,65 metri), ospitavano due coppie di sedili poste una in fronte all'altra.
Le carrozze poggiavano su quattro ruote a doppia flangia allineate sulla stessa rotaia, due ad ogni estremità del veicolo, del diametro di 38 pollici.

##### Una terza locomotiva
Secondo alcune fonti fu costruita una terza locomotiva, questa volta con due ruote motrici allineate, progettate per raggiungere un regime di 600 giri al minuto. Secondo Scientific American questa macchina era destinata ad essere impiegata «nella ferrovia metropolitana di una città dell'ovest».

### Boynton Bicycle Electric Railroad

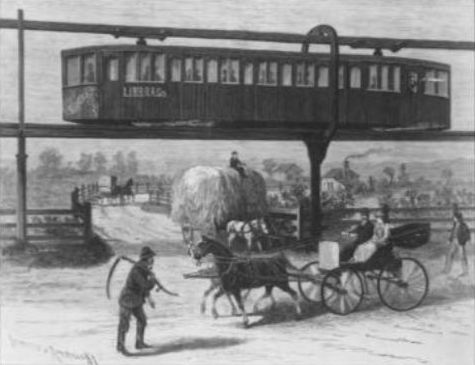
La automotrice Rocket, l'unico veicolo costruito per la BBER, in una illustrazione di Scientific American del 17 febbraio 1894.

La New York & Brooklyn Suburban Investment Company di Dunton ed Hagerman investì nella realizzazione di una nuova linea che attraversasse da nord a sud il quartiere di East Pachogue nel comune di Brookheaven, Long Island (New York). Nel 1894 venne costruita una tratta sperimentale di mezzo miglio, che congiungeva la spiaggia, a sud, con la linea ferroviaria della Long Island Railroad, a nord. Il percorso della monorotaia corrisponde alla attuale South Dunton Avenue di Brookhaven.
Su questa linea venne impiegato un unico veicolo: una automotrice elettrica chiamata Rocket, in grado di ospitare una cinquantina di passeggeri; la cassa venne progettata con una forma vagamente affusolata per ridurre la resistenza aerodinamica. Rispetto alla Unicycle Railroad, nella "Boynton Bicycle Electric Railroad" (BBER) la rotaia di guida era posta ad una altezza inferiore, ed il veicolo era disposto su un solo piano.
La centrale elettrica che alimentava la linea fu costruita vicino al terminal sud, l'alimentazione era somministrata al veicolo per mezzo di un conduttore alloggiato all'interno della rotaia superiore.
Nel 1894 venne effettuato il primo viaggio di prova e la Boynton Bicycle Electric Railroad entrò in servizio regolare il 10 maggio, effettuando corse tra le ore 10 e le 16 di ogni giorno, prolungate fine alle 17 il sabato. La linea venne estesa fino a Bellport, Long Island (New York), per un totale di 2 miglia sulle 20 previste per la prima tratta.
Il progetto venne bloccato dalla Long Island Railroad, che si oppose all'attraversamento della propria linea.
La ferrovia infine cessò l'attività.

## Altre applicazioni del sistema di Boynton
Nel 1907 Howard Hansel Tunis presentò alla Jamestown Exposition di Norfolk un modello di monorotaia molto simile a quella di Boynton, con una rotaia inferiore portante ed una rotaia superiore di guida che fungeva anche da conduttore per l'alimentazione elettrica. All'epoca si ipotizzò di realizzare con questo sistema una ferrovia ad alta velocità tra New York e Newark, ma l'idea non ebbe seguito.
Un tipo di monorotaia la cui tecnica era simile a quella di Boynton venne utilizzato per la realizzazione, nel 1910, di un'altra linea ferroviaria nel Bronx di New York: la Pelham Park and City Island Railway, che operò sino al 1914.